# Lex Luger (producteur)
Pour les articles homonymes, voir Luger.
Pour le catcheur professionnel, voir Lex Luger.
Lex Luger, de son vrai nom Lexus Arnel Lewis, né le 6 mars 1991 à Suffolk, Virginie, est un réalisateur artistique, compositeur et producteur américain. Il est actuellement signé au label 1017 Brick Squad Records. Il est cofondateur de l'équipe de production 808 Mafia avec Southside.

## Biographie

### Jeunesse et débuts
En grandissant, Luger joue des percussions pour son église, et de la batterie pour un groupe catholique. Il joue pour la première fois de la batterie à l'église où il apprend beats, mesures et BPM en utilisant un DJ set sur lequel il mixe morceaux instrumentaux et acapella. Il fait ensuite de la musique sur le jeu vidéo MTV Music Generator 3 publié sur Playstation. Après avoir suffisamment économisé, Luger s'achète un Akai MPC 2500 et lance l'équipe de production VABP (Virginia Boyz Productionz) avec des amis lycéens ; Luger se lance dans la production de beats hip-hop de qualité,. Après avoir acquis un MPC 2000 de son oncle, un ami apporte à Luger une copie du logiciel de production musicale FL Studio, qu'il utilise encore à ce jour. Il utilise aussi Maschine et Pro Tools.
Après de longues journées d'expérimentation sur Fruity Loops, il abandonne ses études à la King's Fork High School pour se consacrer à la production musicale, et est ainsi capable de produire de longues chansons instrumentales en peu de temps. Il entend ensuite parler d'artistes de musique indépendante qui se sont popularisés par le biais de MySpace et commence à y poster des chansons sur son compte. Vers fin 2008, il envoie ses beats à plusieurs rappeurs et poste des chansons instrumentales sur MySpace, espérant se populariser dans l'industrie du hip-hop. En 2009, un rappeur, plus tard connu sous le nom de Waka Flocka Flame lui envoie un e-mail. Ils se lient d'amitié via MySpace et décident de collaborer,,.

### Montée en succès
Waka s'intéresse au style de production de Luger et lui demande quelques beats sur lesquels rapper. Après des mois de travail avec Waka Flocka Flame, Luger se consacre à la production du premier album de ce dernier. Sans savoir ce qu'il allait devenir plus tard, Luger tente de se chercher un second travail afin de subvenir à ses besoins financiers dans la production. Waka, lui, se popularise et est finalement signé au label Bricksquad lorsque sa chanson O Lets Do It devient un succès.
Hard in the Paint de Waka Flocka Flame est le premier morceau instrumental de Luger à être diffusé à la radio et devient un succès en mai 2010,. À cette période, Luger est à Atlanta lorsqu'il entend sa chanson jouée à la radio. À Atlanta, Luger reçoit un coup de fil du rappeur et producteur Kanye West, ne réalisant pas à qui il parlait pendant au moins 30 minutes. Après avoir réalisé à qui il avait à faire, Luger accepte de prendre un avion pour New York afin de travailler avec West,. Il crée finalement huit beats pour West, dont un qui deviendra la chanson H•A•M incluse sur l'album My Beautiful Dark Twisted Fantasy. Luger reçoit également une demande de Spiff de SpiffTV, qui le contacte pour sa chanson Hard In The Paint ce qui permettra à Luger de rencontrer et se lier d'amitié avec Rick Ross, ce dernier souhaitant remixer la chanson. Il produit pour Ross B.M.F. (Blowin' Money Fast). Après sa collaboration avec Ross, Luger se popularise davantage avec plein d'abonnés sur son compte Twitter. En juin 2010, Luger produit pour Ace Hood, Soulja Boy, Chingy, Sean Garrett, et Fabolous,.
Alors que Luger assiste à son ascension dans le circuit de la mixtape hip-hop commerciale, plusieurs rappeurs souhaitent obtenir de lui son style de synthétiseur trap. Il produit ensuite plusieurs albums dont Teflon Don de Rick Ross, Flockaveli de Waka Flocka Flame, Tha Thug Show de Slim Thug, et Watch the Throne de Kanye West et Jay-Z. Il travaille ensuite pour des artistes et groupes à succès comme Wiz Khalifa, Big Sean, Wale, Fabolous, Juicy J, Soulja Boy, Snoop Dogg et 2 Chainz, et des rappeurs de rue comme Fat Trel, Lil Scrappy et OJ da Juiceman. Après son succès aux côtés de Waka Flocka Flame et Rick Ross, Luger se lie d'amitié avec Juicy J à la fin de 2010. Juicy J prend finalement Luger sous son aile, et les deux collaborent sur deux mixtapes, ce qui deviendra un vrai coup de pouce pour la carrière de Luger. Luger produit plus de 200 chansons entre 2010 et 2011,.
Luger s'affilie initialement avec le producteur Southside, également de Brick Squad. Ils forment ensemble l'équipe de production 808 Mafia en 2010, mais quitte le groupe l'année suivante. La même année, Luger remporte un prix dans la catégorie de « producteur de l'année » aux BET Hip Hop Awards.

### Carrière actuelle
En février 2014, Luger se joint au producteur et disc jockey canadien A-Trak sous le nom de scène Low Pros, dans l'intention de publier un projet collaboratif. Leur premier projet s'intitule Jack Tripper, une chanson trap en featuring avec les affiliés de Brick Squad, PeeWee Longway et Young Thug.
À la fin de 2014, Luger se lance en tournée. Il signe avec l'agent Wilcox Weaver du Warpath Group d'Oklahoma City et Los Angeles en septembre 2014 pour des dates de tournée mondiales. En janvier 2015, il signe à l'EXYT Agency pour des dates de tournées en Europe et en Asie. Luger joue à l'international aux côtés de son DJ, Kino Beats. I se lance en tournée à guichet fermé en Europe en mai 2015.
Le 27 juin 2015, Luger participe à la cinquième édition de l'EpicFest Hip Hop Festival de Richmond, en Virginie,. Le 22 mars 2016, Luger publie son premier album instrumental qui fait participer son DJ et collaborateur, KinoBeats, ainsi que HighDefRazajah, UrBoyBlack et Trama.

## Style et influences
Luger utilise le logiciel de production musicale FL Studio avec des plugins VST pour composer ses beats. Il utilise aussi d'autres logiciels comme Maschine et Pro Tools. Son nom de scène s'inspire du catcheur professionnel Lex Luger, et de Luger Pistol. Il explique s'inspirer de Dr. Dre, Shawty Redd, D. Rich, Drumma Boy, Jazze Pha, Juicy J, et du groupe The Diplomats,.

## Discographie

### Singles produits
- 2010 : Hard in da Paint (Waka Flocka Flame)
- 2010 : B.M.F. (Blowin' Money Fast) (Rick Ross featuring Styles P)
- 2011 : H•A•M (Kanye West and Jay-Z)
- 2011 : Hustle Hard (Ace Hood)
- 2011 : Grove St. Party (Waka Flocka Flame featuring Kebo Gotti)
- 2011 : Platinum (Snoop Dogg featuring R. Kelly)
- 2011 : In da Box[21]
- 2011 : Go n Get It (Ace Hood)
- 2011 : That Way (Wale featuring Jeremih et Rick Ross)
- 2011 : Round of Applause (Waka Flocka Flame featuring Drake)
- 2011 : 9 Piece (Rick Ross featuring T.I. et Lil Wayne)
- 2016 : Bake Sale (Wiz Khalifa featuring Travi$ Scott)
- 2016 : Let it Bang (A$AP Ferg featuring Schoolboy Q)